# Cầu Thạch Hãn

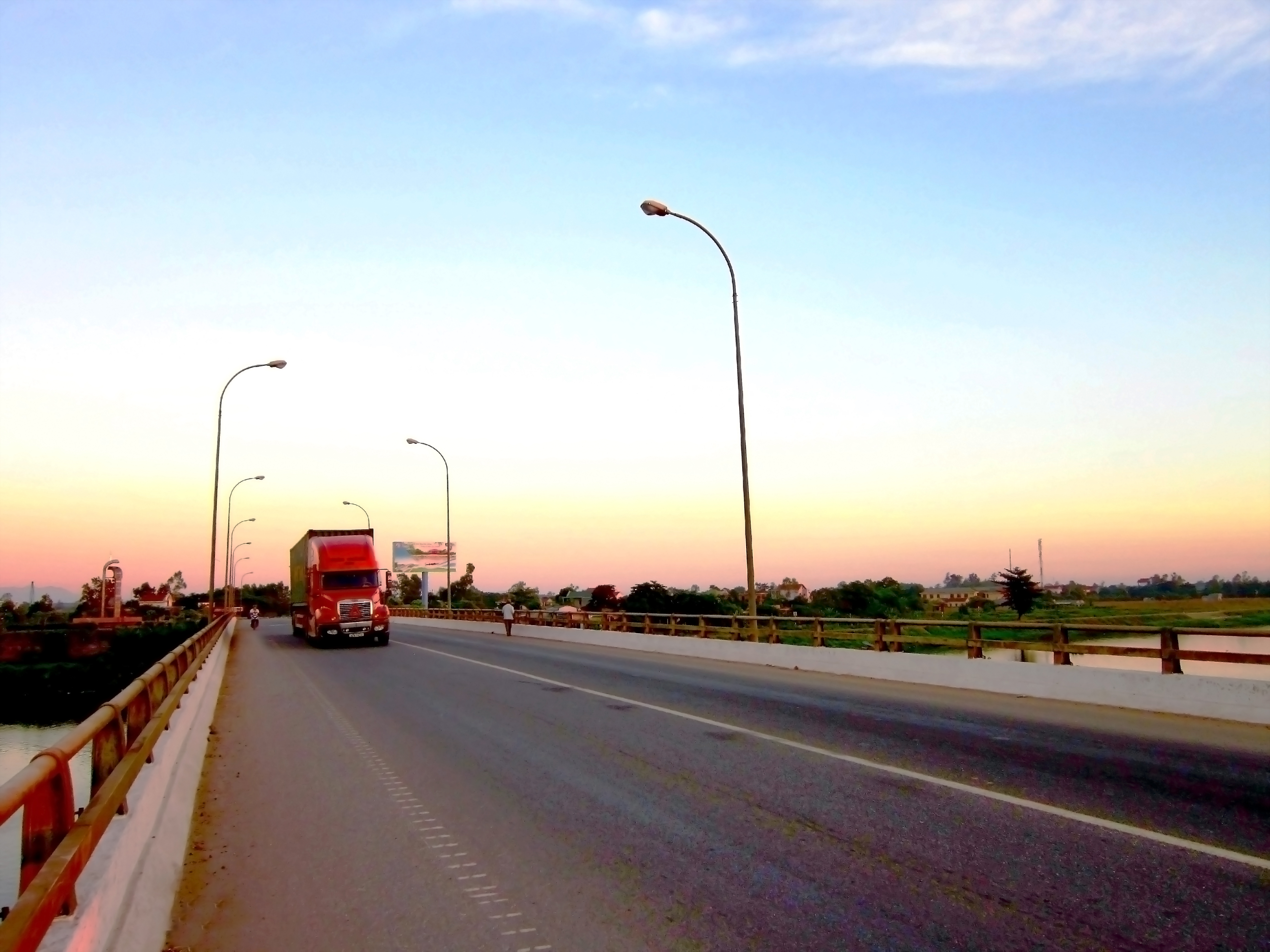
Cầu Thạch Hãn (ảnh chụp năm 2013)

Cầu Thạch Hãn là một cây cầu bắc qua sông Thạch Hãn trên Quốc lộ 1 tại thị xã Quảng Trị, tỉnh Quảng Trị, Việt Nam.

## Vị trí
Cầu có lý trình tại Km 770+185 Quốc lộ 1, nối liền phường An Đôn và phường 3 thuộc thị xã Quảng Trị, cách thành phố Đông Hà khoảng 12 km về phía đông nam.

## Lịch sử

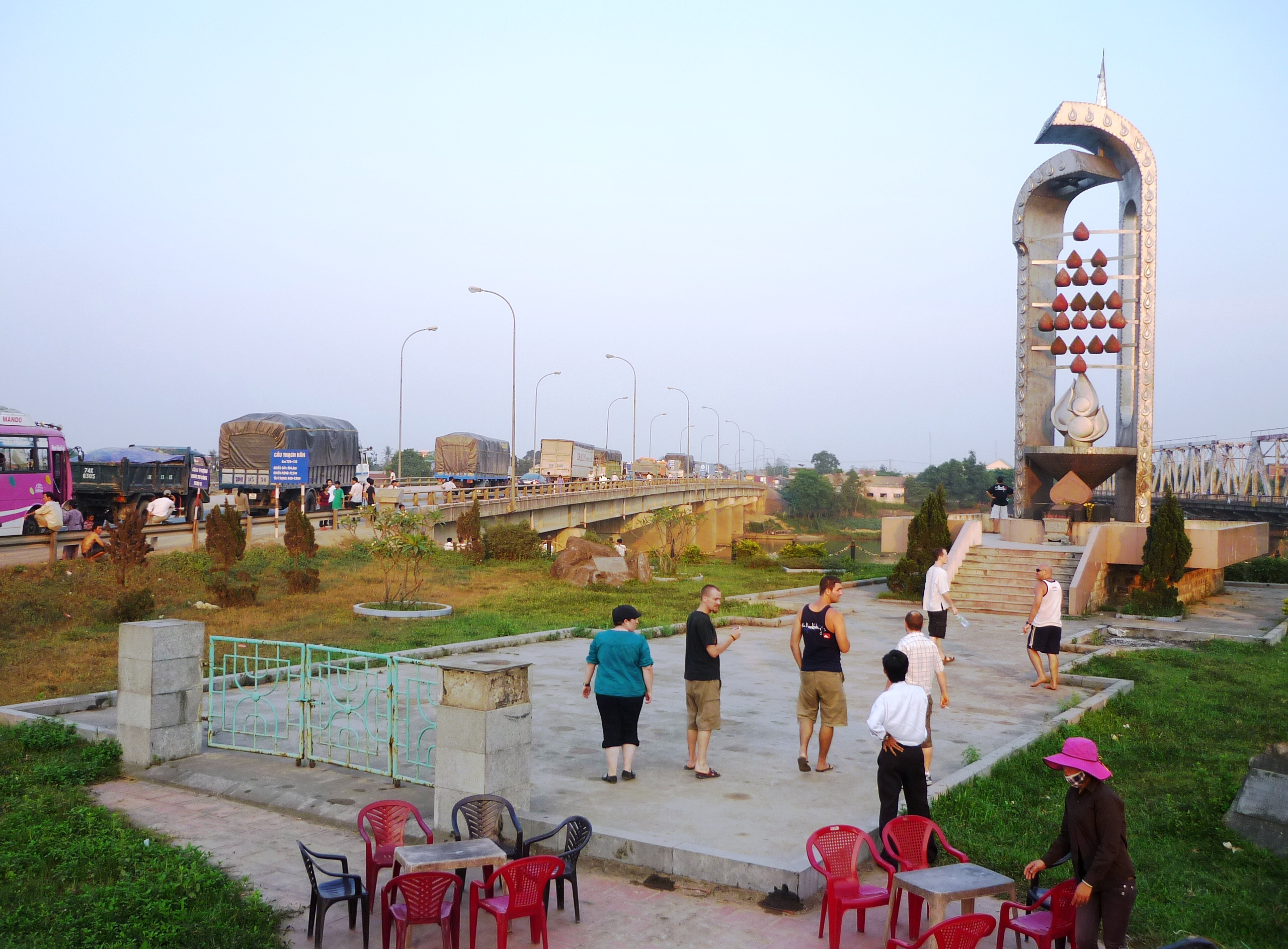
Đài tưởng niệm Trung đội Mai Quốc Ca ở đầu cầu Thạch Hãn

Dưới thời Việt Nam Cộng hòa, cầu có tên là cầu Quảng Trị, do Công binh Lục quân Hoa Kỳ xây dựng năm 1970. Cầu nằm song song với cây cầu Ga (cây cầu sắt được xây dựng từ thời Pháp thuộc, vốn trước đó được dùng chung cho cả đường sắt và đường bộ).
Vào ngày 10 tháng 4 năm 1972, cầu bị Trung đội Mai Quốc Ca đánh sập nhằm cắt đường viện trợ từ phía nam ra các căn cứ quân sự ở Ái Tử và Đông Hà.
Sau khi miền Nam được giải phóng, cầu Thạch Hãn được chính quyền cho xây dựng lại. Đến năm 2000, cầu lại được khởi công xây mới với chiều dài là 264,8 m và chiều rộng là 12,5 m, công trình hoàn thành cuối năm 2001. Năm 2015, trong Dự án mở rộng Quốc lộ 1 qua địa phận tỉnh Quảng Trị, cầu Thạch Hãn được xây thêm một nhánh mới bên cạnh nhánh cầu cũ.